# Epiniac
Epiniac is een gemeente in het Franse departement Ille-et-Vilaine (regio Bretagne). De plaats maakt deel uit van het arrondissement Saint-Malo. Epiniac telde op 1 januari 2022 1.423 inwoners.

## Geografie
De oppervlakte van Epiniac bedroeg op 1 januari 2022 23,77 vierkante kilometer; de bevolkingsdichtheid was toen 59,9 inwoners per km².

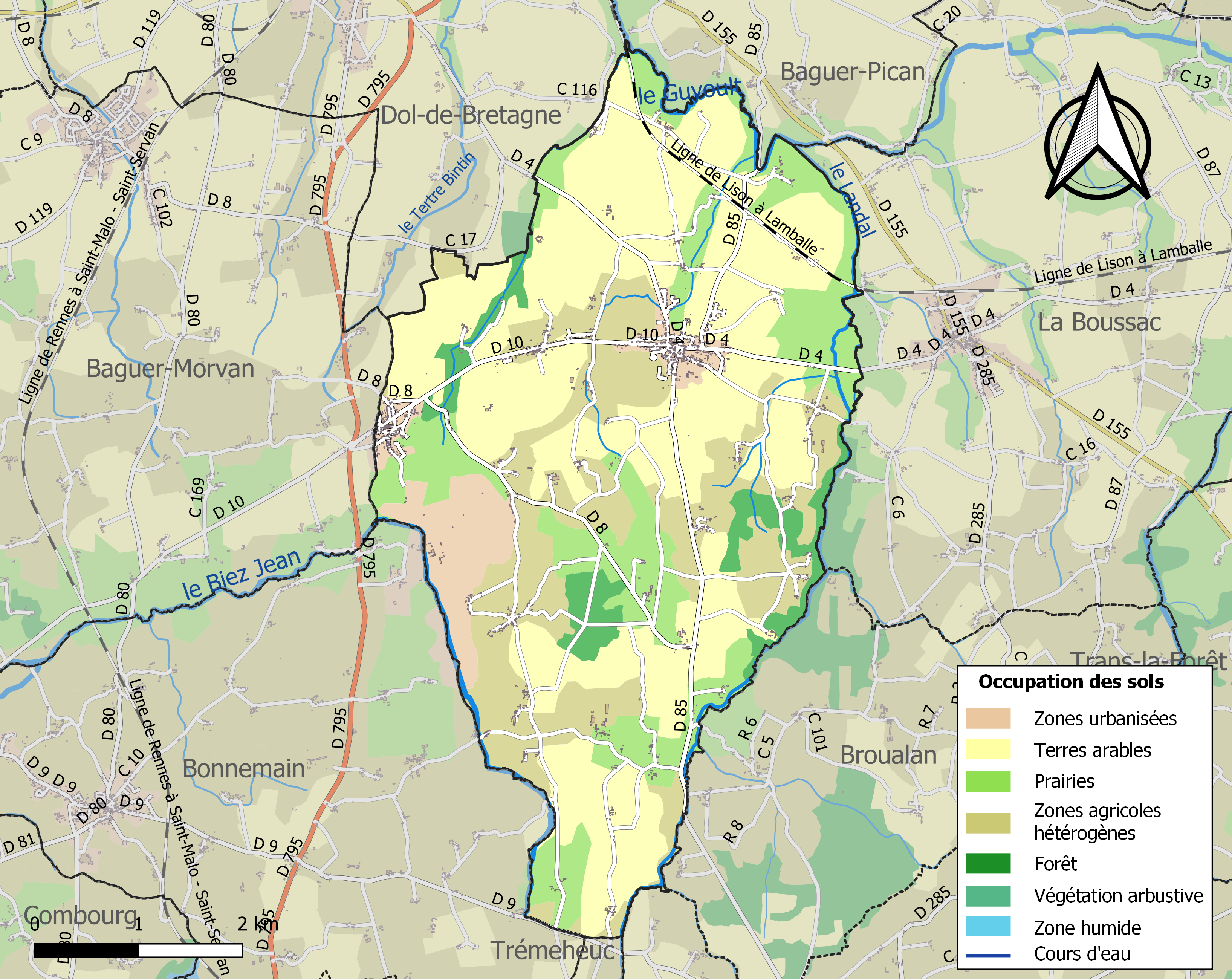
Kaart van de gemeente met belangrijkste infrastructuur, bodemgebruik en omliggende gemeenten

## Demografie
Onderstaande figuur toont het verloop van het inwonertal (bron: INSEE-tellingen).